# Слідство ведуть ЗнаТоКі. Підпасок з огірком
«Слідство ведуть ЗнаТоКі. Підпасок з огірком» — радянський телевізійний художній детективний фільм 1979 року, 14-й фільм з серії «Слідство ведуть ЗнаТоКі».

## Сюжет

### Перша серія
На митниці затримано картину «Підпасок з огірком», яку якийсь іноземець збирався вивезти за кордон. Експертиза виявила, що під банальним сільським сюжетом ховається справжній ескіз портрета кардинала Фернандо Ніньйо де Гевари пензля Ель Греко. Іноземний турист заявив, що купив «підпаска» в комісійному магазині (що підтверджується довідкою) і нічого не знав про прихований вміст картини, так що підстав для притягнення його за контрабанду немає. Справу передано в міліцію, і тепер ЗнаТоКі повинні розслідувати злочин.
За твердженням працівників провінційного музею, де зберігалася картина Ель Греко, портрет не зникав і знаходиться на своєму місці. Експертиза встановлює, що дана картина — копія недавнього виконання. Також копіями підмінені ще чотири старих цінних полотна. З'ясовується, що кілька місяців тому злочинці, відключивши сигналізацію, винесли найцінніші полотна, які були знайдені відразу, «за гарячими слідами» — вони були заховані в котельні поблизу. Справжність знайдених полотен не встановлювалася, директор музею зам'яв цю історію, щоб не пошкодити свою репутацію. Серед підмінених картин був і портрет кардинала, згодом затриманий на митниці.
Слідство перевіряє причетність до крадіжки директора музею Пчолкіна і колекціонера Кипчака, який здав в комісійний магазин «підпаска». Але колекціонер явно не при чому — картина, вилучена на митниці, візуально відрізняється від зданого в магазин оригіналу: ясно, що іноземець купив першу-ліпшу підходящу картину, щоб отримати довідку на вивезення полотна з країни. Пчолкін також не причетний до крадіжки, хоча і заслуговує покарання за недбалість. Однак з'ясовується, що копії вкрадених картин були написані студентами-художниками під час практики на замовлення якогось підставного треста.

### Друга серія
Слідство виходить на сім'ю Боборикіних. Живуть Боборикіни немов у музеї: стіни їх квартири обтягнуті малиновим штофом і обвішані картинами; в квартирі багато антикваріату: декоративні вази, статуетки, розкішний торшер й інше. Старший Боборикін — шанований колекціонер картин і антикваріату, його дочка Муза — відомий і авторитетний в професійному середовищі експерт-мистецтвознавець, Альберт, чоловік Музи, астроном за фахом, також колекціонує предмети мистецтва. Разом з тим сім'я промишляє продажем підроблених картин, порцеляни, предметів мистецтва та ювелірних виробів Фаберже. Організатором крадіжки картин з музею виявляється Альберт. Створенням копій керував викладач художнього училища Цвєтков, який згодом допрацьовував і штучно «зістарював» їх, а його раніше судимий приятель, кочегар з котельні, де знайшли картини, забезпечив саму крадіжку.
Слідство прискорює несподівана явка з повинною Кіма Фалєєва — молодого, талановитого художника, який створював для Боборикіних фальшиві вироби Фаберже. Боборикін-старший ставив на них справжнє клеймо, яке свого часу вкрав у спадкоємиць одного з майстрів Фаберже. Фалєєв настільки точно засвоїв манеру роботи великого художника, що його авторство з'ясувалося тільки при спектральному аналізі сплавів, проведеному Зінаїдою Янівною Кібріт. Муза, якій Кім «вірив більше, ніж собі», не раз визнавала оригіналами ті його роботи, які були помічені тавром Фаберже. Але коли він показав їй свою роботу без клейма, явно сподіваючись, що вона впізнає його руку, Муза нічого не зрозуміла і лише поблажливо похвалила Кіма, і тоді він вирішив, що краще здатися і понести покарання, але добитися визнання свого таланту і отримати можливість працювати під власним ім'ям.
Спливає драматична історія появи колекції Боборикіна: шанований колекціонер в блокадному Ленінграді зібрав найціннішу частину своєї колекції, обмінюючи предмети мистецтва за буханку хліба, а іноді — просто відбираючи або крадучи їх у вмираючих людей. Повернувшись з Ленінграда Томін відкриває Альберту справжнє обличчя тестя. Розрахунок Томіна виявляється точний: Альберт, який пам'ятав своє голодне блокадне дитинство, приймає рішення видати слідству махінації з підробленими виробами Фаберже, в яких брав участь Боборикін-старший. І якщо за блокадні справи термін давності минув, то за махінації з «Фаберже» піти від відповідальності Анатолію Кузьмичу вже не вдасться.

## Ролі та виконавці

### Головні ролі
- Георгій Мартинюк —  Знаменський
- Леонід Каневський —  Томін
- Ельза Леждей —  Кібріт

### У ролях
- Борис Тенін —  колекціонер Анатолій Кузьмич Боборикін
- Лілія Толмачова —  мистецтвознавець Муза Анатоліївна, дочка Боборикіна
- Микита Подгорний —  Альберт Іванович, чоловік Музи
- Микола Караченцов —  ювелір Кім Фалєєв
- Борис Щербаков —  слідчий Зиков
- Людмила Хитяєва —  «Мадам Будівельні матеріали» (Руднєва)
- Семен Соколовський —  полковник Скопін
- Григорій Лямпе —  колишній шахрай Ковальський
- Володимир Анісько —  художник Цвєтков
- Володимир Васильєв —  директор музею Пчолкін
- Олексій Жарков —  «Кочегар», злочинець
- Іван Уфімцев —  колекціонер Кипчак
- Петро Крилов —  експерт Обнорський
- Ольга Чуваєва —  Тамара
- Юрій Комаров —  Додік
- Павло Махотін —  колекціонер з Харкова Стрєлков
- Юрій Волков —  відомий математик і колекціонер
- Микола Бріллінг —  колекціонер Розанов
- Володимир Андрєєв —  експерт-оцінювач в комісійному магазині
- Клеон Протасов —  співробітник КДБ
- Іветта Кисельова —  домоправительниця Олена Анатоліївна
- Вадим Лєдогоров —  студент художнього училища Саша

## Знімальна група
- Режисер — В'ячеслав Бровкін
- Сценаристи — Олександр Лавров, Ольга Лаврова
- Оператор — Владислав Єфімов
- Композитор — Марк Мінков
- Художник — Володимир Ликов